# Campagnac (Aveyron)
Pour les articles homonymes, voir Campagnac.
Campagnac en occitan Campanhac, est une commune française, située dans le département de l'Aveyron en région Occitanie.
Le patrimoine architectural de la commune comprend un immeuble protégé au titre des monuments historiques : l'église Saint-Cyr-et-Sainte-Julitte, classée en 1980.

## Géographie

### Localisation
La commune de Campagnac se trouve à l'est  du département de l'Aveyron, dans la petite région agricole des Grands Causses.
Elle se situe à 50 km par la route de Rodez, préfecture du département et à 20 km de Sévérac d'Aveyron, bureau centralisateur du canton de Tarn et Causses dont dépend la commune depuis 2015. La commune fait en outre partie du bassin de vie de La Canourgue.
Les communes les plus proches sont, : 
Saint-Laurent-d'Olt (3,7 km), Canilhac (5,1 km), Saint-Saturnin-de-Lenne (5,6 km), La Capelle-Bonance (6,6 km), La Tieule(48) (6,6 km), Saint-Pierre-de-Nogaret(48) (7,3 km), Pomayrols (7,8 km), Saint-Saturnin(15) (8,1 km), Trélans(48) (9,2 km).
| La Capelle-Bonance      | Saint-Laurent-d'Olt |                            |
| Saint-Saturnin-de-Lenne | Campagnac           | Banassac-Canilhac (Lozère) |
|                         | Sévérac d'Aveyron   | La Tieule (Lozère)         |

### Géologie

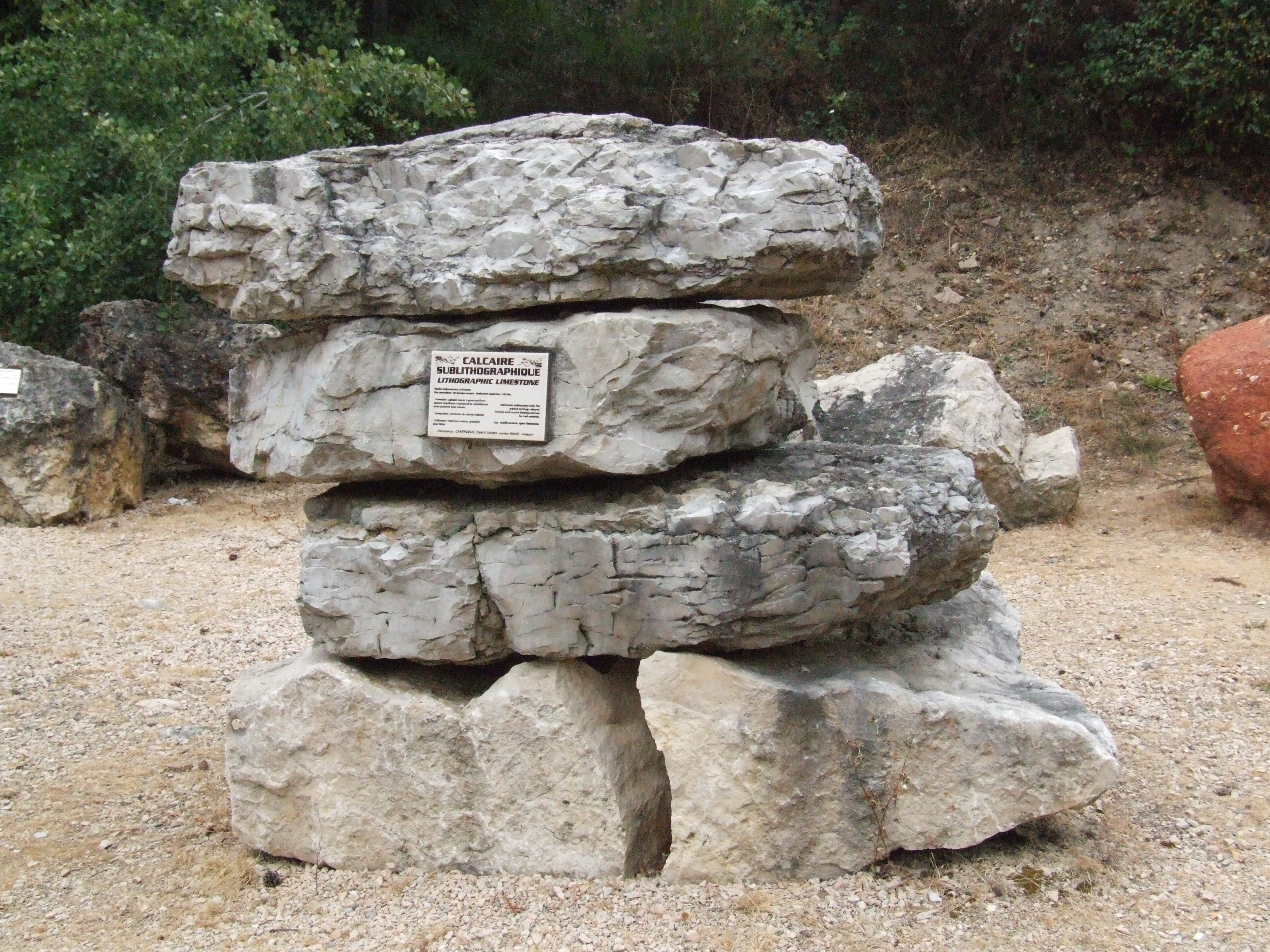
Calcaire lithographique.

Le sol est formé de calcaire dont un bloc témoin est exposé au niveau de l'Aire de la Lozère  au niveau de la sortie 32 de l' Autoroute  A 75.

### Hydrographie

#### Réseau hydrographique

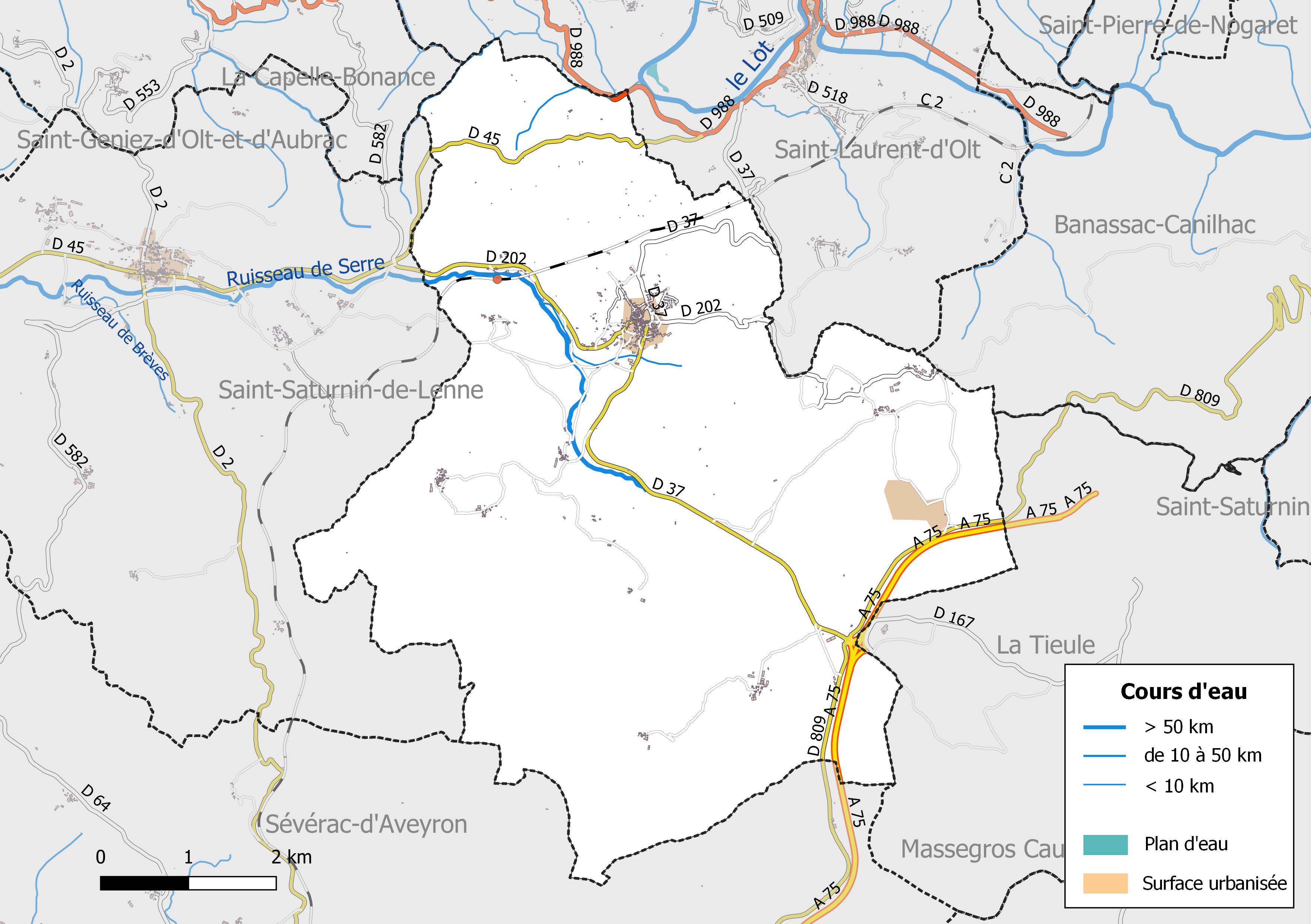
Réseaux hydrographique et routier de Campagnac.

La commune est drainée par le Ruisseau de Serre, le ruisseau de Marmory et par divers petits cours d'eau.
Le Ruisseau de Serre, d'une longueur totale de 29,4 km, prend sa source dans la commune de Campagnac et se jette  dans l'Aveyron à Palmas d'Aveyron, après avoir arrosé 6 communes.

#### Gestion des cours d'eau
La gestion des cours d’eau situés dans le bassin de l’Aveyron est assurée par l’établissement public d'aménagement et de gestion des eaux (EPAGE) Aveyron amont, créé le 1er janvier 2017, en remplacement du syndicat mixte du bassin versant Aveyron amont,,.

### Climat
Pour des articles plus généraux, voir Climat de l'Occitanie et Climat de l'Aveyron.
En 2010, le climat de la commune est de type climat des marges montargnardes, selon une étude s'appuyant sur une série de données couvrant la période 1971-2000. En 2020, Météo-France publie une typologie des climats de la France métropolitaine dans laquelle la commune est exposée à un climat de montagne et est dans la région climatique Sud-est du Massif Central, caractérisée par une pluviométrie annuelle de 1 000 à 1 500 mm, minimale en été, maximale en automne.
Pour la période 1971-2000, la température annuelle moyenne est de 10,1 °C, avec une amplitude thermique annuelle de 15,9 °C. Le cumul annuel moyen de précipitations est de 1 121 mm, avec 10,9 jours de précipitations en janvier et 5,8 jours en juillet. Pour la période 1991-2020, la température moyenne annuelle observée sur la station météorologique la plus proche, située sur la commune de Saint Geniez d'Olt et d'Aubrac à 10 km à vol d'oiseau, est de 9,0 °C et le cumul annuel moyen de précipitations est de 1 456,2 mm,. Pour l'avenir, les paramètres climatiques de la commune estimés pour 2050 selon différents scénarios d'émission de gaz à effet de serre sont consultables sur un site dédié publié par Météo-France en novembre 2022.

### Milieux naturels et biodiversité

#### Espaces protégés
La protection réglementaire est le mode d’intervention le plus fort pour préserver des espaces naturels remarquables et leur biodiversité associée.
Dans ce cadre, la commune fait partie d'un espace protégé, le Parc naturel régional des Grands Causses, créé en 1995 et d'une superficie de 327 937 ha, s'étend sur 97 communes. Ce territoire rural habité, reconnu au niveau national pour sa forte valeur patrimoniale et paysagère, s’organise autour d’un projet concerté de développement durable, fondé sur la protection et la valorisation de son patrimoine,,.

#### Zones naturelles d'intérêt écologique, faunistique et floristique

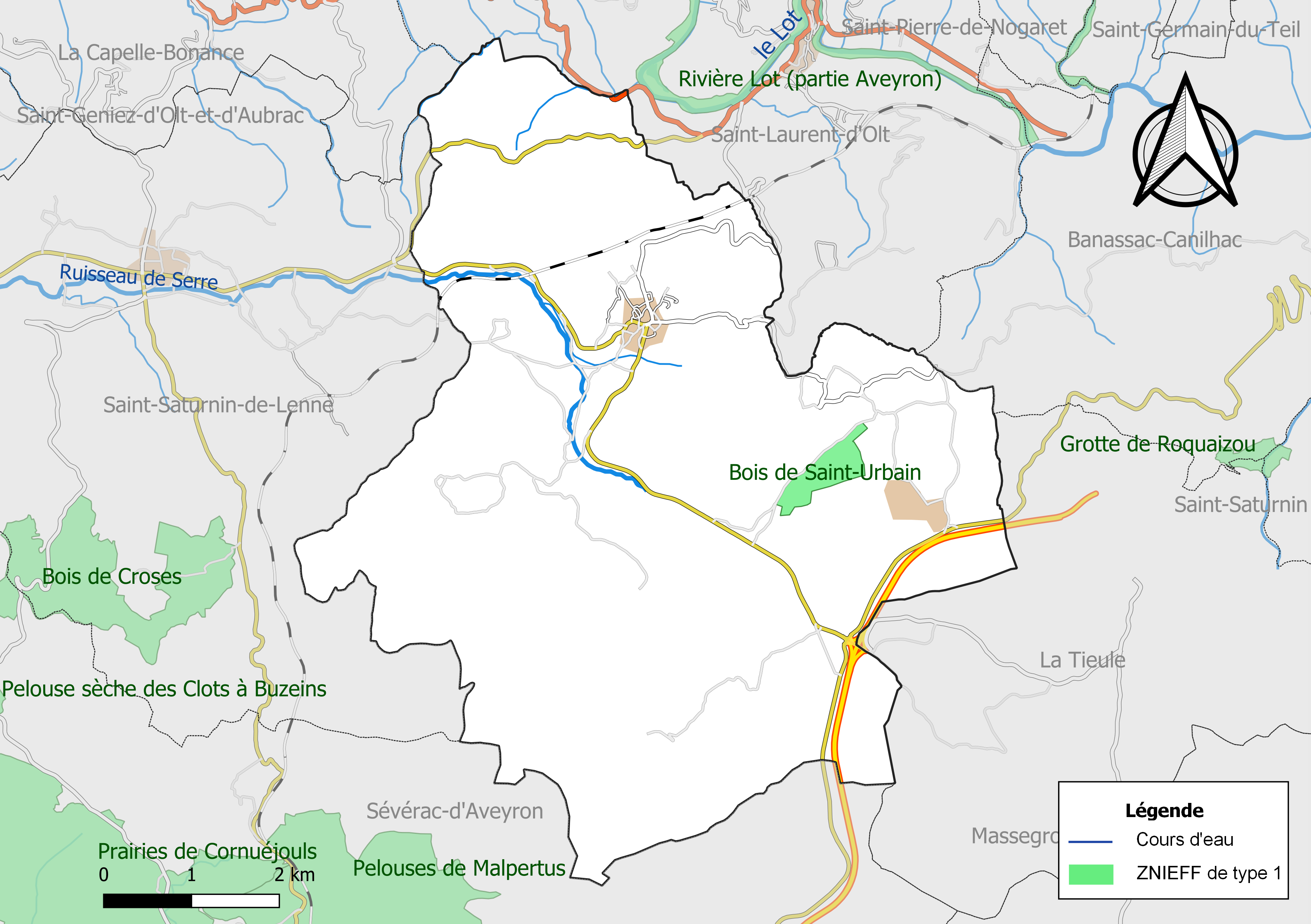
Carte de la ZNIEFF de type 1 localisée sur la commune.

L’inventaire des zones naturelles d'intérêt écologique, faunistique et floristique (ZNIEFF) a pour objectif de réaliser une couverture des zones les plus intéressantes sur le plan écologique, essentiellement dans la perspective d’améliorer la connaissance du patrimoine naturel national et de fournir aux différents décideurs un outil d’aide à la prise en compte de l’environnement dans l’aménagement du territoire.
Le territoire communal de Campagnac comprend une ZNIEFF de type 1,, 
le « Bois de Saint-urbain » (39,7 ha).

## Urbanisme

### Typologie
Au 1er janvier 2024, Campagnac est catégorisée commune rurale à habitat dispersé, selon la nouvelle grille communale de densité à 7 niveaux définie par l'Insee en 2022.
Elle est située hors unité urbaine et hors attraction des villes,.

### Occupation des sols

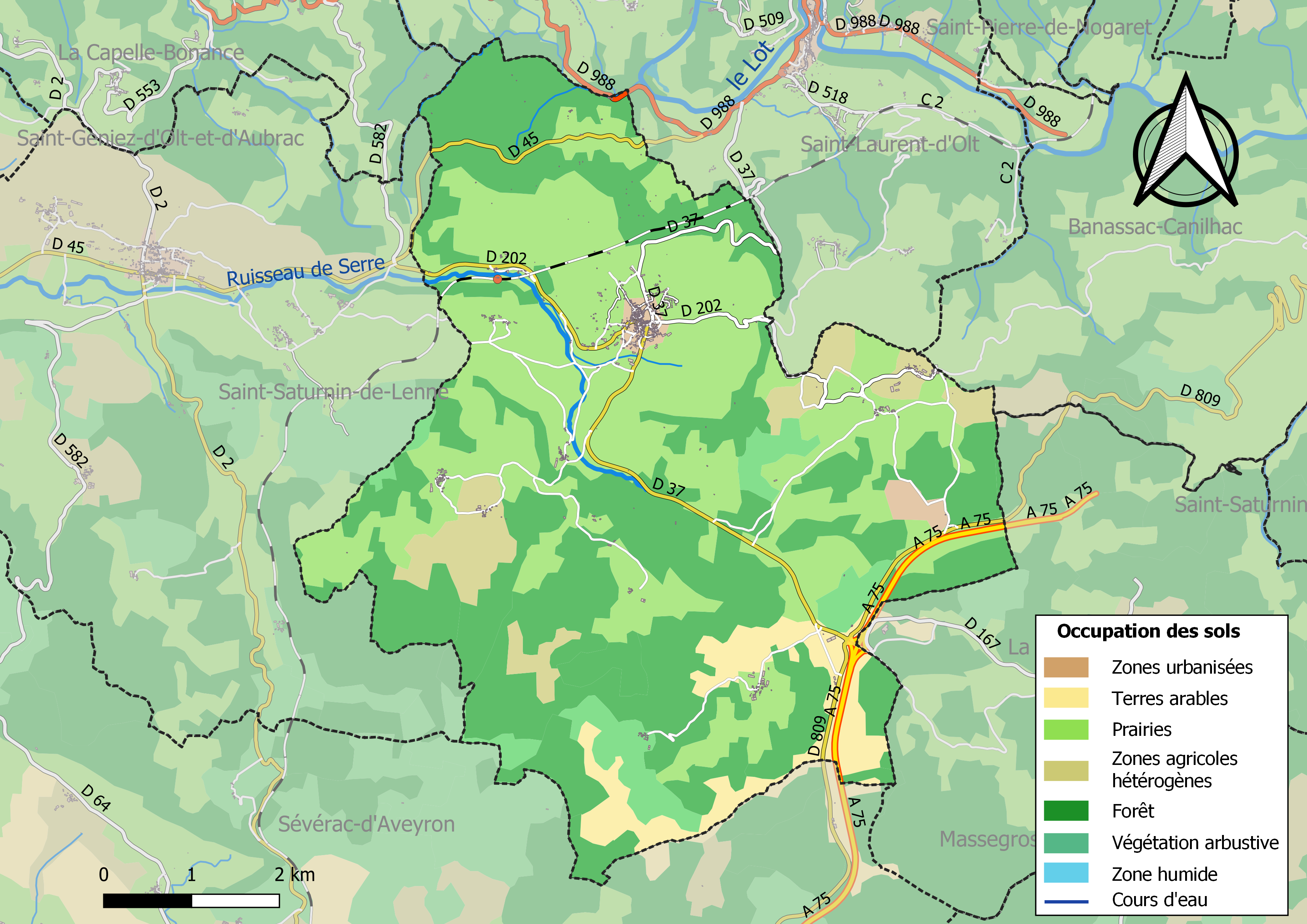
Infrastructures et occupation des sols de la commune de Campagnac.

L'occupation des sols de la commune, telle qu'elle ressort de la base de données européenne d’occupation biophysique des sols Corine Land Cover (CLC), est marquée par l'importance des territoires agricoles (52,8 % en 2018), en augmentation par rapport à 1990 (46,1 %). La répartition détaillée en 2018 est la suivante : 
prairies (41,2 %), forêts (40,3 %), terres arables (5,9 %), zones agricoles hétérogènes (5,6 %), milieux à végétation arbustive et/ou herbacée (4,7 %), zones urbanisées (1,7 %), mines, décharges et chantiers (0,6 %).

### Planification
La commune disposait en 2017 d'une carte communale approuvée.

### Voies de communication et transports

#### Axes ferroviaires
La gare de Campagnac - Saint-Geniez est une gare ferroviaire française de la ligne de Béziers à Neussargues (dite aussi ligne des Causses), située sur le territoire de la commune de Campagnac, à proximité de Saint-Geniez-d'Olt.
Elle est mise en service en 1883 par la Compagnie des chemins de fer du Midi et du Canal latéral à la Garonne. C'est une gare de la Société nationale des chemins de fer français (SNCF), desservie par des trains Intercités et TER Occitanie.

### Risques majeurs
Le territoire de la commune de Campagnac est vulnérable à différents aléas naturels : climatiques (hiver exceptionnel ou canicule), feux de forêts et séisme (sismicité faible).
Il est également exposé à un risque technologique, le transport de matières dangereuses, et à un risque particulier, le risque radon,.

#### Risques naturels
Le Plan départemental de protection des forêts contre les incendies découpe le département de l’Aveyron en sept « bassins de risque » et définit une sensibilité des communes à l’aléa feux de forêt (de faible à très forte). La commune est classée en sensibilité forte.
Les mouvements de terrains susceptibles de se produire sur la commune sont soit des mouvements liés au retrait-gonflement des argiles, soit des effondrements liés à des cavités souterraines. Le phénomène de retrait-gonflement des argiles est la conséquence d'un changement d'humidité des sols argileux. Les argiles sont capables de fixer l'eau disponible mais aussi de la perdre en se rétractant en cas de sécheresse. Ce phénomène peut provoquer des dégâts très importants sur les constructions (fissures, déformations des ouvertures) pouvant rendre inhabitables certains locaux. La carte de zonage de cet aléa peut être consultée sur le site de l'observatoire national des risques naturels Géorisques. Une autre carte permet de prendre connaissance des cavités souterraines localisées sur la commune.

#### Risques technologiques
Le risque de transport de matières dangereuses sur la commune est lié à sa traversée par une route à fort trafic et une ligne de chemin de fer. Un accident se produisant sur de telles infrastructures est en effet susceptible d’avoir des effets graves au bâti ou aux personnes jusqu’à 350 m, selon la nature du matériau transporté. Des dispositions d’urbanisme peuvent être préconisées en conséquence.

#### Risque particulier
Dans plusieurs parties du territoire national, le radon, accumulé dans certains logements ou autres locaux, peut constituer une source significative d’exposition de la population aux rayonnements ionisants. Toutes les communes du département sont concernées par le risque radon à un niveau plus ou moins élevé. La commune de Campagnac est classée à risque moyen à élevé.

## Politique et administration

### Découpage territorial
La commune de Campagnac est membre de la communauté de communes Des Causses à l'Aubrac, un établissement public de coopération intercommunale (EPCI) à fiscalité propre créé le 1er janvier 2017 dont le siège est à Palmas d'Aveyron. Ce dernier est par ailleurs membre d'autres groupements intercommunaux.
Sur le plan administratif, elle est rattachée à l'arrondissement de Rodez, au département de l'Aveyron et à la région Occitanie. Sur le plan électoral, elle dépend du  canton de Tarn et Causses pour l'élection des conseillers départementaux, depuis le redécoupage cantonal de 2014 entré en vigueur en 2015, et de la troisième circonscription de l'Aveyron  pour les élections législatives, depuis le dernier découpage électoral de 2010.

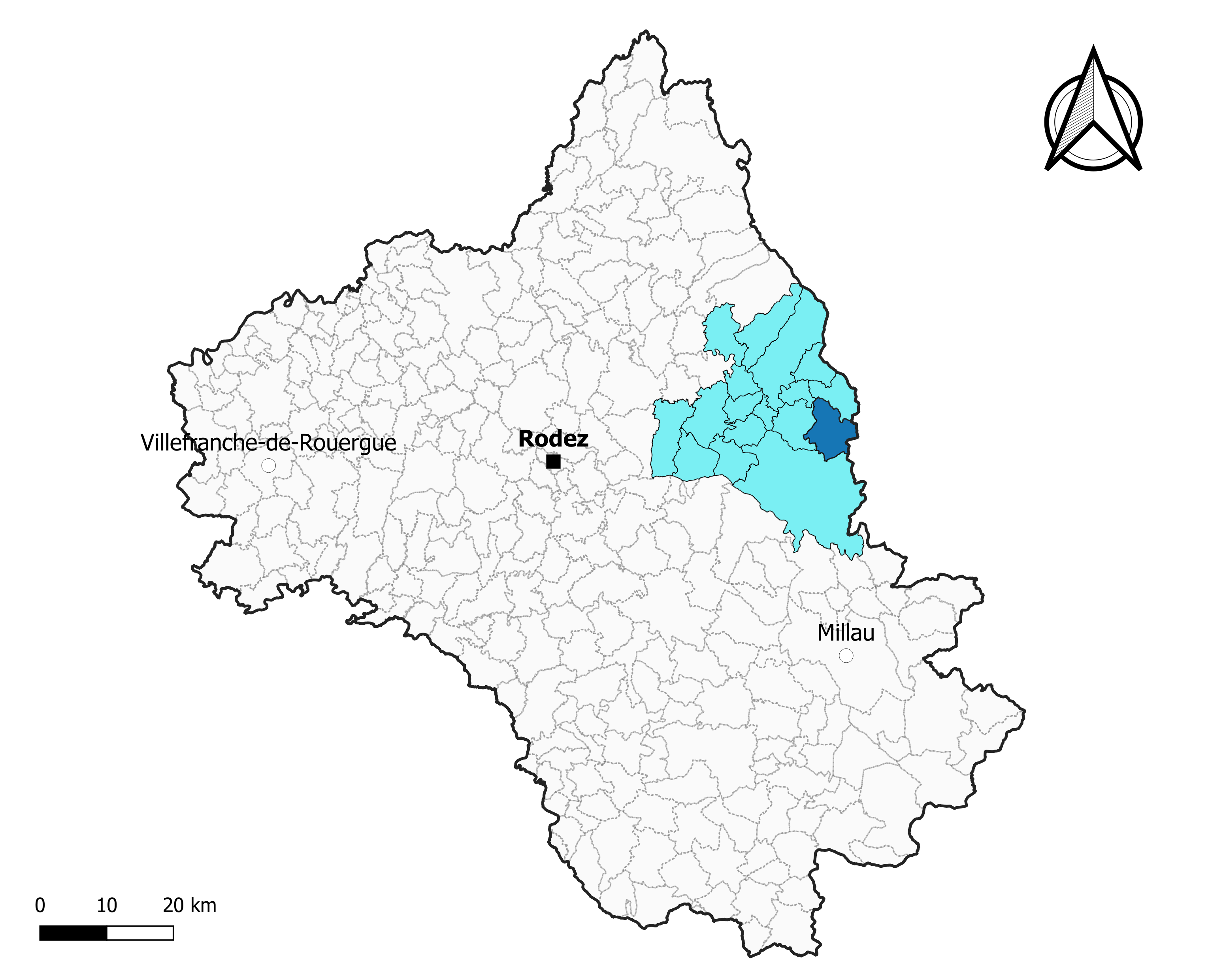
Campagnac dans l'intercommunalité en 2020.
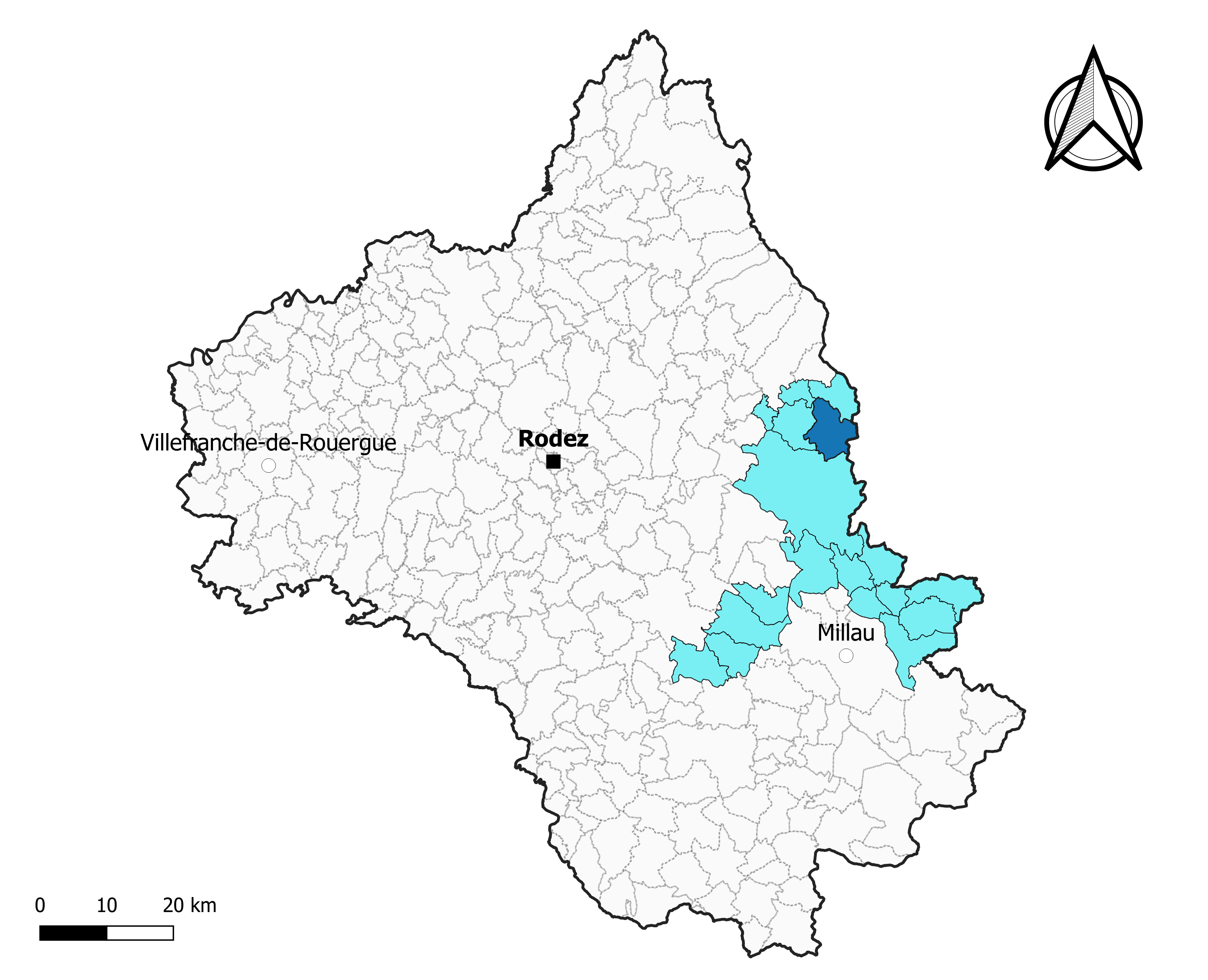
Campagnac dans le canton de Tarn et Causses en 2020.
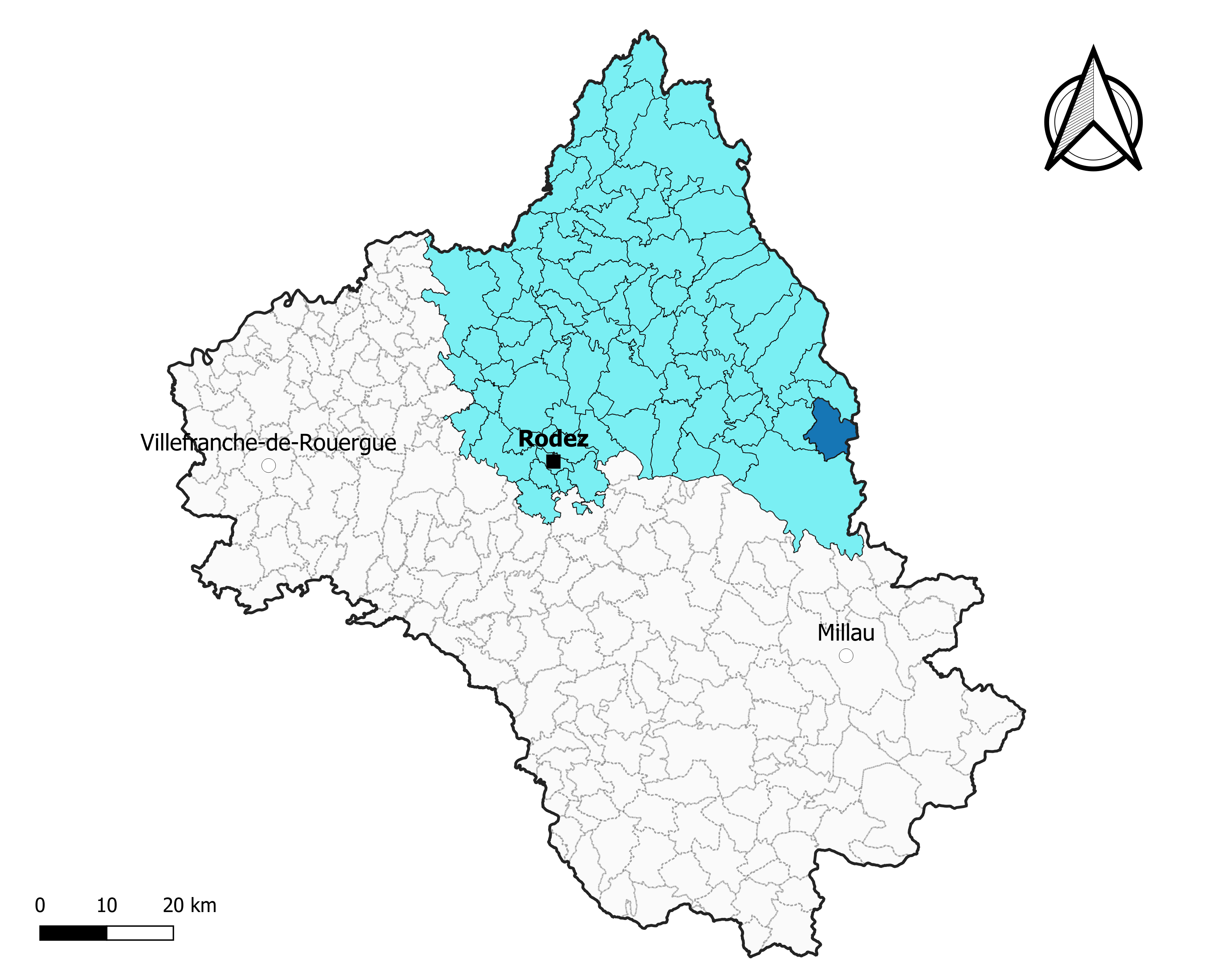
Campagnac dans l'arrondissement de Rodez en 2020.

### Élections municipales et communautaires

#### Élections de 2020
Le conseil municipal de Campagnac, commune de moins de 1 000 habitants, est élu au scrutin majoritaire plurinominal à deux tours avec candidatures isolées ou groupées et possibilité de panachage. Compte tenu de la population communale, le nombre de sièges à pourvoir lors des élections municipales de 2020 est de 11. Sur les douze candidats en lice, onze sont élus dès le premier tour, le 15 mars 2020, correspondant à la totalité des sièges à pourvoir, avec un taux de participation de 48,05 %.
Jean-Michel Ladet, maire sortant, est réélu pour un nouveau mandat le 23 mai 2020.
Dans les communes de moins de 1 000 habitants, les conseillers communautaires sont désignés parmi les conseillers municipaux élus en suivant l’ordre du tableau (maire, adjoints puis conseillers municipaux) et dans la limite du nombre de sièges attribués à la commune au sein du conseil communautaire. Deux sièges sont attribués à la commune au sein de la communauté de communes Des Causses à l'Aubrac.

#### Liste des maires
| Période                                  | Période   | Identité                  | Étiquette | Qualité             |
| ---------------------------------------- | --------- | ------------------------- | --------- | ------------------- |
| 1793                                     | 1819      | Isidore Urbain Rossignol  |           |                     |
| 1819                                     | 1830      | Jean Evesque              |           |                     |
| 1830                                     | 1840      | Etienne Rossignol         |           |                     |
| 1840                                     | 1845      | Jean Joseph Antoine Lunet |           |                     |
| 1845                                     | 1848      | Joseph Puel               |           |                     |
| 1848                                     | 1852      | Joseph Serpentié          |           |                     |
| 1852                                     | 1858      | Jean Joseph Antoine Lunet |           |                     |
| 1858                                     | 1878      | Frédéric Privat           |           |                     |
| 1878                                     | 1884      | François Xavier Lunet     |           |                     |
| 1884                                     | 1892      | Adrien Evesque            |           |                     |
| 1892                                     | 1893      | Joseph Cablat             |           |                     |
| 1893                                     | 1894      | Henri Evesque             |           |                     |
| 1894                                     | 1896      | Joseph Ladet              |           |                     |
| 1896                                     | 1912      | Joseph Célestin Aldebert  |           |                     |
| 1912                                     | 1919      | Pierre Rodier             |           |                     |
| 1919                                     | 1929      | Adrien Urbain Delort      |           |                     |
| 1929                                     | 1944      | Emile Pujol               |           |                     |
| 1944                                     | 1945      | Adrien Urbain Delort      |           |                     |
| 1945                                     | 1953      | Henri Bousquet            |           |                     |
| 1953                                     | 1995      | Roger Pujol               |           |                     |
| 1995                                     | mars 2001 | Jean Michel Ladet         |           |                     |
| mars 2001                                | mars 2014 | Jean Michel Ladet         | DVG       | Notaire             |
| mars 2014                                | En cours  | Jean-Michel Ladet,        |           | Profession libérale |
| Les données manquantes sont à compléter. |           |                           |           |                     |

## Population et société

### Démographie
L'évolution du nombre d'habitants est connue à travers les recensements de la population effectués dans la commune depuis 1793. Pour les communes de moins de 10 000 habitants, une enquête de recensement portant sur toute la population est réalisée tous les cinq ans, les populations de référence des années intermédiaires étant quant à elles estimées par interpolation ou extrapolation. Pour la commune, le premier recensement exhaustif entrant dans le cadre du nouveau dispositif a été réalisé en 2007.

En 2022, la commune comptait 437 habitants, en évolution de −3,53 % par rapport à 2016 (Aveyron : +0,37 %, France hors Mayotte : +2,11 %).
| 1793  | 1800  | 1806  | 1821  | 1831  | 1836  | 1841  | 1846  | 1851  |
| ----- | ----- | ----- | ----- | ----- | ----- | ----- | ----- | ----- |
| 1 277 | 1 531 | 1 511 | 1 456 | 1 267 | 1 296 | 1 266 | 1 406 | 1 322 |

| 1856  | 1861  | 1866  | 1872  | 1876  | 1881  | 1886  | 1891  | 1896  |
| ----- | ----- | ----- | ----- | ----- | ----- | ----- | ----- | ----- |
| 1 230 | 1 331 | 1 307 | 1 230 | 1 262 | 1 353 | 1 357 | 1 307 | 1 085 |

| 1901  | 1906  | 1911  | 1921 | 1926 | 1931 | 1936 | 1946 | 1954 |
| ----- | ----- | ----- | ---- | ---- | ---- | ---- | ---- | ---- |
| 1 036 | 1 032 | 1 033 | 930  | 859  | 821  | 776  | 657  | 676  |

| 1962 | 1968 | 1975 | 1982 | 1990 | 1999 | 2006 | 2007 | 2012 |
| ---- | ---- | ---- | ---- | ---- | ---- | ---- | ---- | ---- |
| 603  | 556  | 458  | 399  | 404  | 396  | 452  | 460  | 450  |

| 2017 | 2022 | - | - | - | - | - | - | - |
| ---- | ---- | - | - | - | - | - | - | - |
| 450  | 437  | - | - | - | - | - | - | - |

### Manifestations culturelles et festivités
L'église Saint-Cyr-et-Sainte-Julitte doit son nom à saint Cyr et à sa mère sainte Julitte, deux martyrs chrétiens du IVe siècle.
 Une fête votive de la saint Cyr y est organisée chaque année.

### Sports
La commune dispose d'un stade de foot, d’une piscine, d’un City, de deux courts de tennis et d'un terrain de boules.

## Économie

### Revenus
En 2018  (données Insee publiées en septembre 2021), la commune compte 173 ménages fiscaux, regroupant 392 personnes. La médiane du revenu disponible par unité de consommation est de 18 770 € (20 640 € dans le département).

### Emploi
| Division       | 2008  | 2013  | 2018  |
| -------------- | ----- | ----- | ----- |
| Commune        | 6,3 % | 5,9 % | 5,5 % |
| Département    | 5,4 % | 7,1 % | 7,1 % |
| France entière | 8,3 % | 10 %  | 10 %  |

En 2018, la population âgée de 15 à 64 ans s'élève à 250 personnes, parmi lesquelles on compte 71,2 % d'actifs (65,7 % ayant un emploi et 5,5 % de chômeurs) et 28,8 % d'inactifs,. En  2018, le taux de chômage communal (au sens du recensement) des 15-64 ans est inférieur à celui de la France et département, alors qu'en 2008 il était supérieur à celui du département et inférieur à celui de la France.
La commune est hors attraction des villes,. Elle compte 156 emplois en 2018, contre 143 en 2013 et 168 en 2008. Le nombre d'actifs ayant un emploi résidant dans la commune est de 169, soit un indicateur de concentration d'emploi de 92,5 % et un taux d'activité parmi les 15 ans ou plus de 47,5 %.
Sur ces 169 actifs de 15 ans ou plus ayant un emploi, 84 travaillent dans la commune, soit 50 % des habitants. Pour se rendre au travail, 68,8 % des habitants utilisent un véhicule personnel ou de fonction à quatre roues, 3,6 % les transports en commun, 8,9 % s'y rendent en deux-roues, à vélo ou à pied et 18,8 % n'ont pas besoin de transport (travail au domicile).

### Activités hors agriculture
38 établissements sont implantés  à Campagnac au 31 décembre 2019. Le tableau ci-dessous en détaille le nombre par secteur d'activité et compare les ratios avec ceux du département,.
| Secteur d'activité                                                                                        | Commune | Commune | Département |
| Secteur d'activité                                                                                        | Nombre  | %       | %           |
| --- | ------- | ------- | ----------- |
| Ensemble                                                                                                  | 38      |         |             |
| Industrie manufacturière, industries extractives et autres                                                | 8       | 21,1 %  | (17,7 %)    |
| Construction                                                                                              | 4       | 10,5 %  | (13 %)      |
| Commerce de gros et de détail, transports, hébergement et restauration                                    | 12      | 31,6 %  | (27,5 %)    |
| Activités financières et d'assurance                                                                      | 2       | 5,3 %   | (3,4 %)     |
| Activités immobilières                                                                                    | 1       | 2,6 %   | (4,2 %)     |
| Activités spécialisées, scientifiques et techniques et activités de services administratifs et de soutien | 4       | 10,5 %  | (12,4 %)    |
| Administration publique, enseignement, santé humaine et action sociale                                    | 4       | 10,5 %  | (12,7 %)    |
| Autres activités de services                                                                              | 3       | 7,9 %   | (7,8 %)     |

Le secteur du commerce de gros et de détail, des transports, de l'hébergement et de la restauration est prépondérant sur la commune puisqu'il représente 31,6 % du nombre total d'établissements de la commune (12 sur les 38 entreprises implantées  à Campagnac), contre 27,5 % au niveau départemental.

### Agriculture
La commune est dans les Grands Causses, une petite région agricole occupant le sud-est du département de l'Aveyron. En 2020, l'orientation technico-économique de l'agriculture  sur la commune est l'élevage d'ovins ou de caprins.
|               | 1988  | 2000  | 2010  | 2020  |
| ------------- | ----- | ----- | ----- | ----- |
| Exploitations | 38    | 34    | 30    | 24    |
| SAU (ha)      | 2 000 | 2 601 | 2 847 | 2 717 |

Le nombre d'exploitations agricoles en activité et ayant leur siège dans la commune est passé de 38 lors du recensement agricole de 1988  à 34 en 2000 puis à 30 en 2010 et enfin à 24 en 2020, soit une baisse de 37 % en 32 ans. Le même mouvement est observé à l'échelle du département qui a perdu pendant cette période 51 % de ses exploitations,. La surface agricole utilisée sur la commune a quant à elle augmenté, passant de 2 000 ha en 1988 à 2 717 ha en 2020. Parallèlement la surface agricole utilisée moyenne par exploitation a augmenté, passant de 53 à 113 ha.

## Culture locale et patrimoine

### Édifices religieux

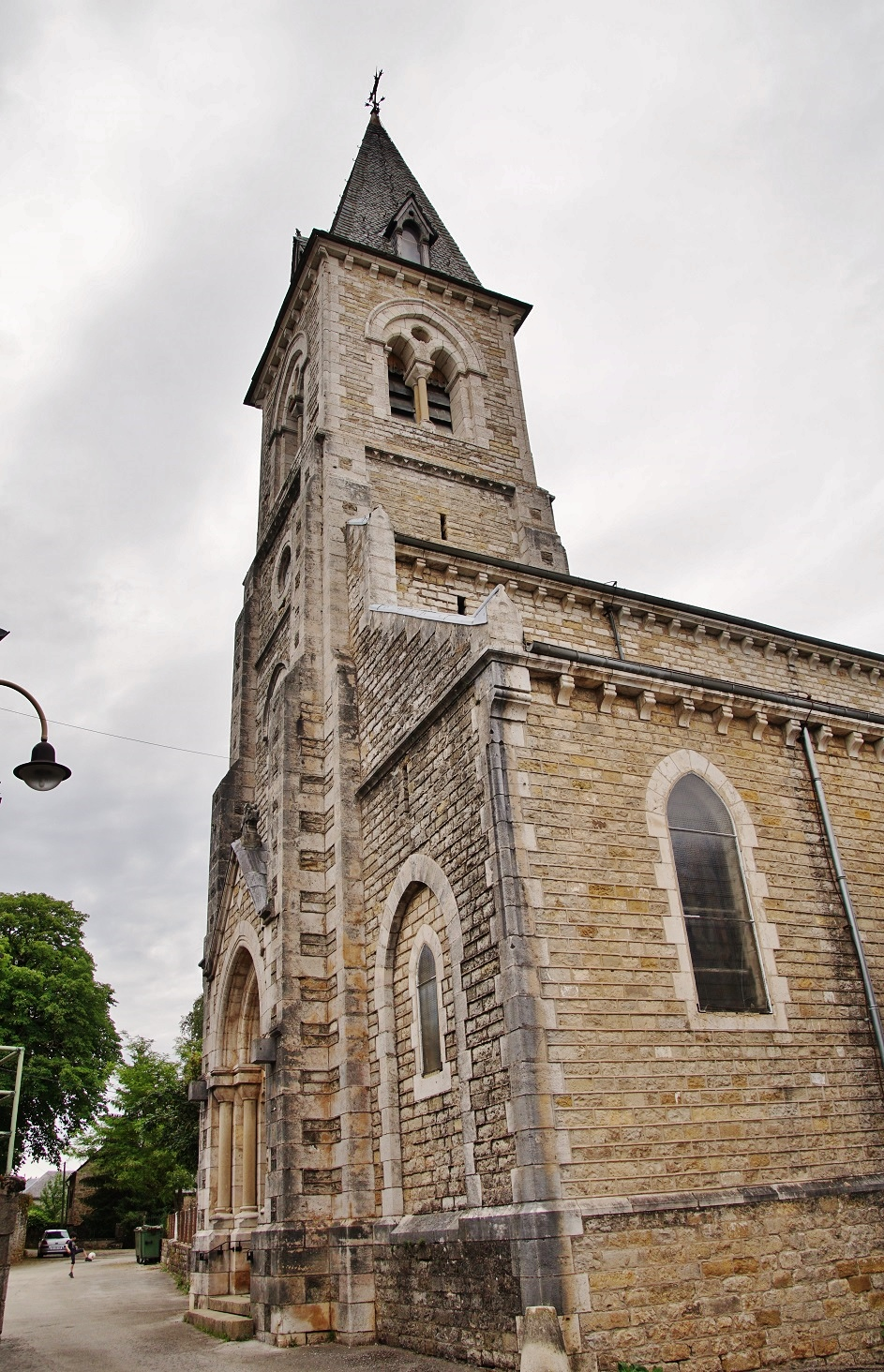
L'église paroissiale Sainte-foy de Campagnac.

- L'église Saint-Cyr-et-Sainte-Julitte de Canac  Inscrit MH (1980)[56]. L'édifice primitif date du XIe siècle, la nef du XIIe siècle et les chapelles latérales du XIVe siècle.
- L'église Sainte-Foy. église paroissiale du village de Campagnac.
- Chapelle du Saint-Sépulcre de Campagnac.
- En 2020, la sculpture communal fut créée par monsieur David Bijeard et 3 artisans locaux, dont le blason en verre fut réalisé par  le verrier Sébastien Lefèvre.

### Édifices civils
- Prieuré dit Manoir de Beaufort.
- Maison fortifiée du Ginou.
- Four à pain du Viala.

### Héraldique
| Blason de Campagnac | De gueules aux deux crosses épiscopales d'argent passées en sautoir cantonnées de quatre gerbes de blé d'or, au besant d'argent brochant sur le tout chargé d'un agneau d'azur. Note : blason de complaisance créé dans les années d'après-guerre. Sans intérêt historique ni valeur mémorielle. |